# Pfarrkirche Keutschach

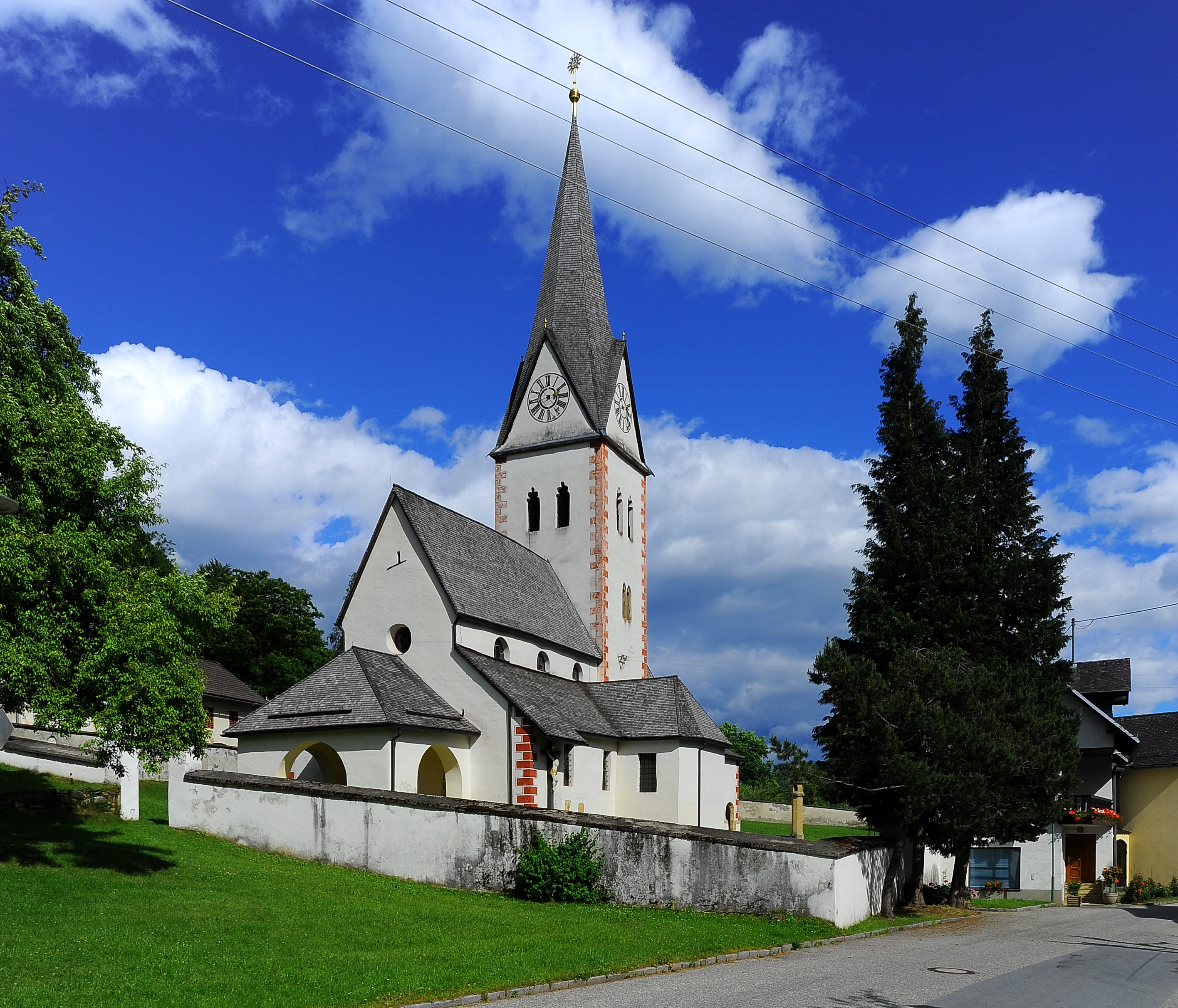
Katholische Pfarrkirche Hll. Georg und Bartholomäus in Keutschach am See

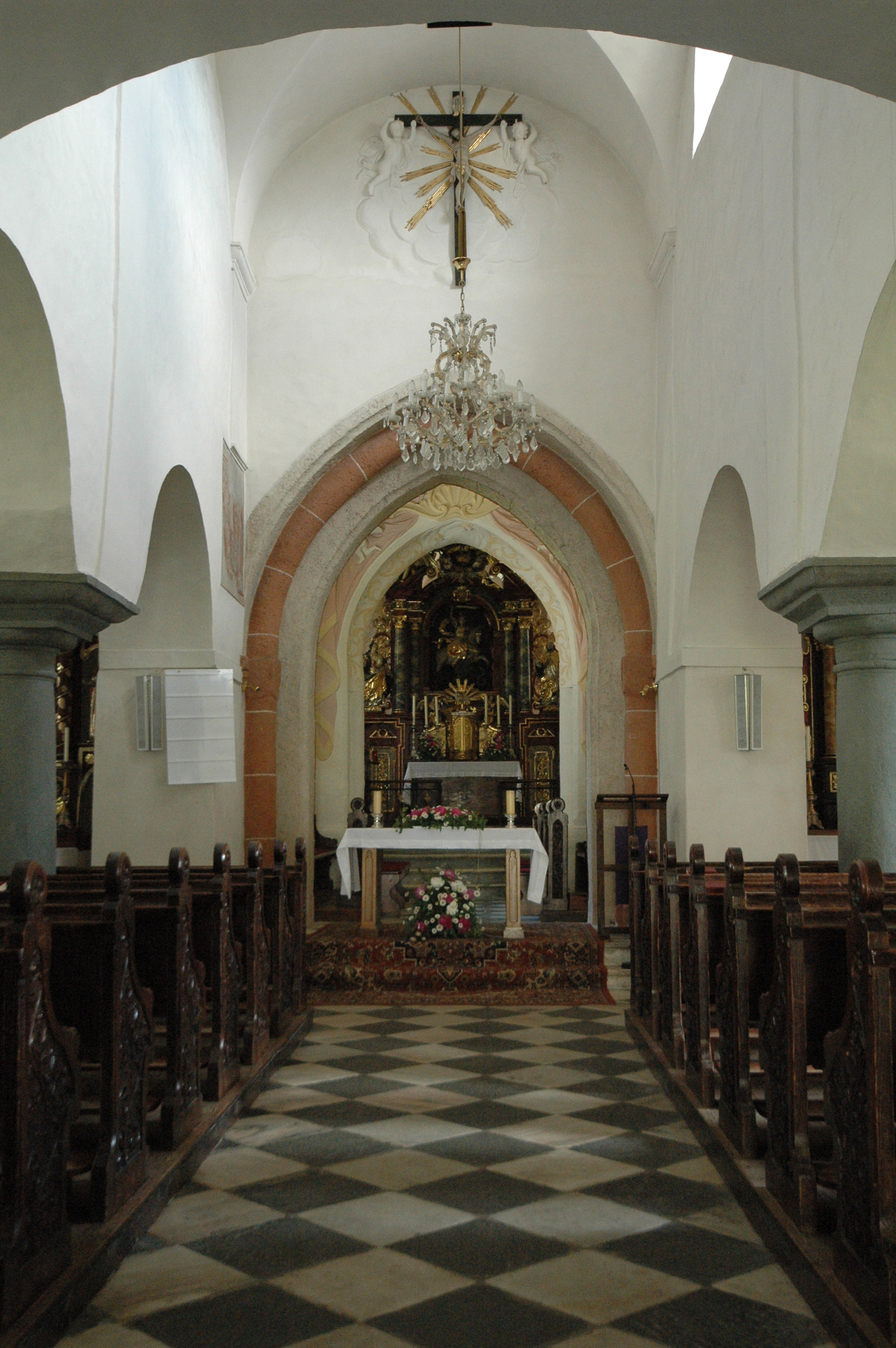
Mittelschiff, Blick zum Chor

Die römisch-katholische Pfarrkirche Keutschach steht in der Gemeinde Keutschach am See im Bezirk Klagenfurt-Land in Kärnten. Die dem Patrozinium hl. Georg und hl. Bartholomäus unterstellte Pfarrkirche gehört zum Dekanat Klagenfurt-Land/Celovec-dežela in der Diözese Gurk-Klagenfurt. Die Kirche steht unter Denkmalschutz (Listeneintrag).

## Geschichte
Urkundlich wurde 1242 eine Kirche genannt. Anfangs eine Eigenkirche der Traberg-Trixener wurde 1336 die Kirche dem Stift Viktring inkorporiert. Es bestanden Vogteirechte der Herren vom Schloss Keutschach Wildenstein und Orsini-Rosenberg.
Der romanische Kirchenbau aus 1237 bis 1242 wurde spätgotisch und spätbarock erweitert. Von 1525 bis 1534 entstand südlich am Chor ein Kapellenanbau, heute die Sakristei. Um 1730 entstand nördlich und südlich am Langhaus Kapellenanbauten und der Westfront wurde eine offene Vorhalle vorgestellt. 1970 war eine Restaurierung, 1994 eine Innenrestaurierung. 1995/1996 wurde die Stukkierung der zwei barocken Kapellen restauriert.

## Architektur
An die dreischiffige romanische Pfeilerbasilika schließt beim Mittelschiff ein Chorquadrat mit einem mächtige Chorquadratturm und ein Chor mit einem polygonalen Schluss mit gestuften Strebepfeilern an. Der Turm zeigt spitzbogige Zwillingsfenster mit gotischen Kleeblattbögen, er trägt auf Dreiecksgiebeln mit Zifferblätter einen achtseitigen mit Steinplattln gedeckten Spitzhelm. Die Fenster sind barock. Ein romanisches Hochfenster befindet sich in der Nordwand des Mittelschiffes. Das profilierte gotische Westportal hat einen stumpfen Spitzbogen.
An der südlichen Außenwand befinden sich zwei bemerkenswerte Steine, eine romanische Grabplatte mit WLVERVS und einen vorromanischen Ritzstein mit Weihekreuzchen.
Das Kircheninnere zeigt ein dreischiffiges Langhaus, anfangs unter einer Flachdecke, mit gratigen Kreuzgewölben aus dem 17. Jahrhundert, die Raumtrennung erfolgt mit zwei massiven rechteckigen Pfeilern und zwei toskanischen Säulen, ähnlich wie im Erdgeschoß vom Schloss Keutschach, die Wandgliederung hat Pilaster zwischen Arkaden. Der spitzbogige frühgotische Triumphbogen hat 3/4-Säulenvorlagen und Würfelkapitelle und im Scheitel eine später aufgesetzte Rosette. Das Chorquadrat unter einem gratigen Kreuzgewölbe ist um zwei Stufen erhöht. Der zweijochige Chor ist um vier Stufen erhöht und unter einem Tonnengewölbe mit Stichkappen. Der Chorschluss hat ein Kreuzgewölbe mit Stukkatur von Kilian Pittner um 1731, auch die zwei barocken Kapellen, gestiftet von Graf Leopold Orsini-Rosenberg, zeigen vorzügliche Gewölbestukkaturen.
Die nördliche Mittelschiffwand zeigt ein 1970 freigelegtes gotisches Wandbild, wohl von einem italienischen Wanderkünstler unter trecenteskem Einfluss. An der Chornordwand befindet sich eine kleine gotische Sakramentsnische mit Kreuzblume und Rosettengitter. Zwei Glasfenster mit den Darstellungen der Heiligen Anna und Antonius entstanden um 1880. Die Sakristei hat ein gratiges Rautensterngewölbe. Entlang der anfänglichen Flachdecke des Mittelschiffes gibt es ein Fries mit Pflanzenranken um 1486. Im Altarraum wurde Stuck mit Rankendekor und Engelköpfen von Kilian Pittner freigelegt.

## Einrichtung
Der Hochaltar um 1730 trägt die Figuren der Heiligen Georg zu Pferd und Johannes der Täufer sowie eines Bischofs.
Der linke Seitenaltar aus 1661 hat eine einfache Ädikula über einem kleinen Sockel mit seitlichen Konsolfiguren unter Baldachinbögen, einen gesprengten Segmentgiebel mit einem kleinen Aufsatz und einfaches Knorpelwerkzierat, er trägt die Figuren der Heiligen Maria mit Kind, Anna und Elisabeth und zeigt im Aufsatz das Bild Dreifaltigkeit. Der rechte Seitenaltar wurde von Graf Georg Nikolaus Rosenberg 1693 gestiftet, er hat eine einfache Ädikula über einem kleinen Sockel, einen gesprengten Volutengiebel mit einer kleinen Ädikula als Aufsatz, er zeigt das Altarbild hl. Bartholomäus und zeigt im Aufsatz das Bild Kreuzigung.
Die pneumatische Orgel mit 13 klingenden Registern wurde 1959 von Rudolf Novak aus Klagenfurt geschaffen. Das Geläute besteht aus einer Stahlglocke und vier Bronzeglocken von Johann Graßmayr in Innsbruck. Diese haben ein Gesamtgewicht von 2.785,5 kg. Das Geläute ist auf den Choralakkord des Salve Regina gestimmt.